# Набабкин, Кирилл Анатольевич
Кири́лл Анато́льевич Наба́бкин (8 сентября 1986, Москва) — российский футболист, крайний защитник. Выступал за молодёжную, вторую и основную сборные России.
Начинал карьеру в «Москве», а в 2009 году перешёл в ЦСКА, за который выступал до лета 2024 года. За сборную России сыграл пять матчей, был в её составе на чемпионате Европы 2012. Трёхкратный чемпион России (2012/13, 2013/14, 2015/16), четырехкратный серебряный призёр чемпионата России (2010, 2014/15, 2016/17, 2017/18), бронзовый призёр чемпионата России (2011/12), двукратный обладатель Кубка России (2010/11, 2012/13) и трехкратный обладатель Суперкубка России (2013, 2014, 2018). В 2009 году был включён в список 33 лучших футболистов чемпионата России под 3-м номером, как правый защитник.

## Клубная карьера

### Ранние годы

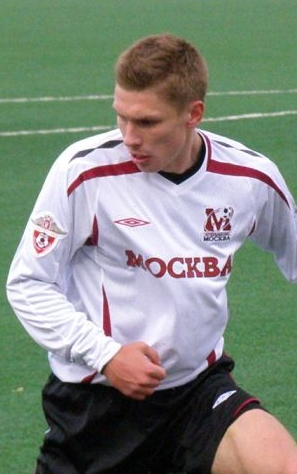
Набабкин в ФК «Москва»

Родился 8 сентября 1986 года. В 1993 году пошёл в ДЮСШ «Спартак», первый тренер — Николай Паршин. Сначала играл в полузащите, но потом переквалифицировался в защитника, хотя, по собственным словам, в детстве мечтал играть в нападении. 4 года Набабкин тренировался в школе «Спартака», а в 1996 году был отправлен в аренду в «Нефтяник» из Капотни. После аренды он попал в «Торпедо-ЗИЛ», где его тренером стал Николай Викторович Васильев. Первый профессиональный контракт с «Москвой» (так после переименования стало называться «Торпедо-ЗИЛ») подписал в 16 лет, а в 2004 году выиграл с «горожанами» турнир дублёров.

### «Москва»
Валерий Петраков — главный тренер «Москвы» — начал привлекать молодого защитника к тренировкам с основным составом команды ещё в 2004 году, а пришедший на тренерский мостик вслед за ним Леонид Слуцкий окончательно перевёл Набабкина в мужскую команду. За основной состав «Москвы» Набабкин впервые сыграл 13 июля 2005 года в матче 1/16 Кубка России против махачкалинского «Динамо». Первый матч в Премьер-лиге провёл 3 августа 2005 против ЦСКА. В этой игре он заработал предупреждение. 16 октября 2005 года получил красную карточку в матче против «Крыльев Советов». Всего в первом сезоне сыграл за основную команду 7 матчей в чемпионате и 3 — в Кубке России. В апреле 2006 года получил красную карточку, снова в матче против «Крыльев». За свою карьеру несколько раз удалялся в матчах против самарской команды. Через несколько дней получил перелом плюсневой кости на тренировке и пропустил из-за него два месяца. 15 августа 2008 года Набабкин дебютировал в европейских клубных турнирах, сыграв во втором квалификационном раунде Кубка УЕФА 2008/09 в матче против варшавской «Легии». После прихода Миодрага Божовича на пост главного тренера «Москвы» в 2009 году стал постоянным игроком основного состава и сыграл 29 матчей в чемпионате и 1 в Кубке России. Один матч в РФПЛ пропустил из-за удаления, полученного в матче против «Крыльев». По итогам сезона 2009 Набабкин вошёл в список 33 лучших футболистов России.

### ЦСКА

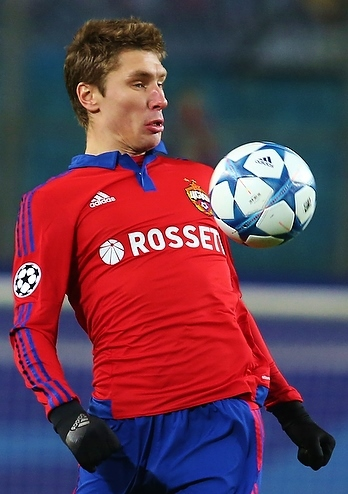
Набабкин во время игры с «Вольфсбургом» в 2015 году

После чемпионата России 2009 года Набабкин перешёл в ЦСКА. Так как «Москва» была расформирована из-за долгов, он ушёл в стан «армейцев» свободным агентом. После перехода Набабкин заявил: «Здесь серьёзная конкуренция на каждой позиции. Но это хорошо. Буду доказывать своё право на место в составе». Такое высказывание обусловлено тем, что на момент его перехода в ЦСКА на позиции правого защитника играли Чиди Одиа и Алексей Березуцкий. Набабкин сыграл первый матч за новую команду 27 марта 2010 года в третьем туре, где соперником армейцев был махачкалинский «Анжи». Как и в «Москве», он получил жёлтую карточку в дебютной игре. В европейских кубковых турнирах в составе нового клуба первый раз Набабкин сыграл 19 августа в матче против кипрского «Анортосиса». В 29-м туре чемпионата в главном московском дерби после столкновения с Антоном Ходыревым Набабкин получил перелом лицевой кости. В первом сезоне за ЦСКА он провёл 16 матчей во всех турнирах. Несмотря на то, что в начале сезона он расценивался, как игрок запаса, к концу сезона Набабкин стал постоянно попадать в основной состав. Некоторые журналисты и сам футболист отмечают, что Леонид Слуцкий смог раскрыть Набабкина в игровом плане.

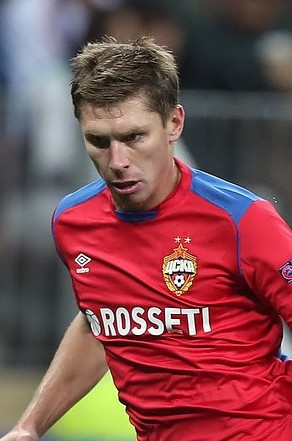
Набабкин во время игры с «Реалом» в 2018 году

Набабкин вышел в основном составе на финал Кубка России по футболу 2011 и отыграл весь матч. Соперником армейцев в этом матче была владикавказская «Алания». Матч завершился со счётом 2:1, а Набабкин завоевал свой первый клубный трофей. 14 сентября сыграл первый матч в Лиге чемпионов против «Лилля». Благодаря дублю Сейду Думбия ЦСКА смог уйти от поражения. В сезоне 2011/12 Набабкин продолжил попадать в основной состав ЦСКА и провёл 36 матчей на внутренней арене и 4 матча в еврокубках.
В 2012 году после покупки Марио Фернандеса Набабкин стал реже появляться в основном составе ЦСКА. Для сравнения, в сезоне 2012/13 он сыграл 24 матча, а в следующем — всего 18.
14 марта 2015 года забил свой первый гол в клубной карьере в матче 19-го тура чемпионата России против «Мордовии» (4:0). 4 мая того же года Набабкин сыграл 100-й матч в чемпионате России за ЦСКА. Из-за травмы Щенникова ему стали давать больше игрового времени на позиции левого защитника, и весенний отрезок чемпионата играл по большей части Набабкин. По окончании сезона Слуцкий дал игре Набабкина положительную оценку.

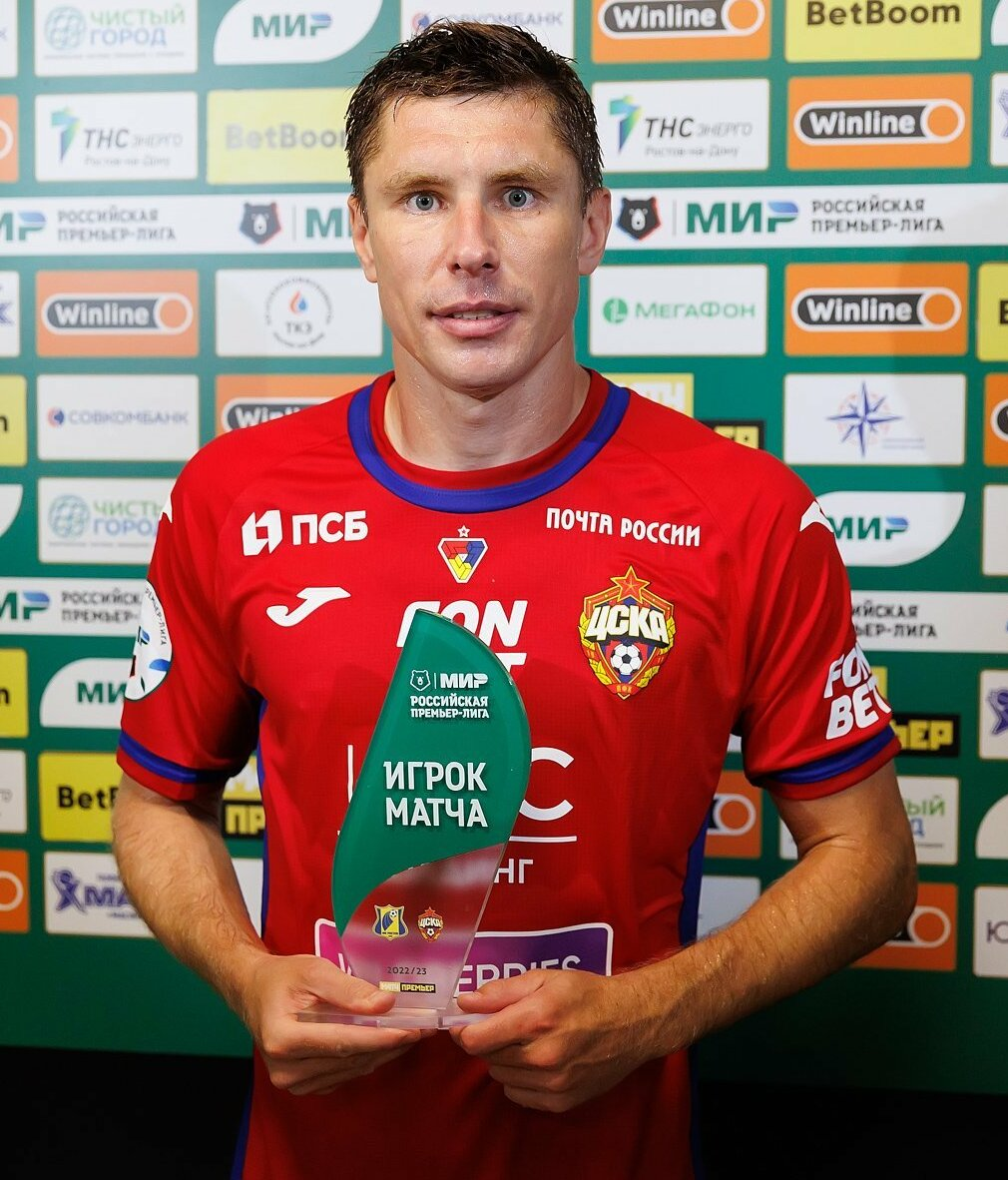
Набабкин с наградой лучшему игроку матча «Ростов» — ЦСКА в 2022 году

30 августа 2015 года Набабкин отличился на последних минутах матча против «Кубани», забив гол, который стал победным, а также 500-м голом, забитым «армейцами» в выездных матчах. 29 ноября Набабкин забил мяч в ворота «Анжи» на 10-й минуте, но во втором тайме махачкалинцы отыгрались усилиями Ильи Максимова. Всего за сезон 2015/16 Набабкин сыграл 17 матчей в Кубке и чемпионате России, забив два гола. В следующем сезоне Набабкин стал появляться в составе ещё реже, приняв участие лишь в 10 играх за год, при этом только в двух поединках он провёл на поле все 90 минут.
В сезоне 2017/18 Набабкин стал чаще играть на позициях слева и в центре обороны. 16 марта 2018 года он в 1/8 финала Лиги Европы сделал голевой пас на Ахмеда Мусу, который забил победный мяч во встрече, благодаря чему ЦСКА вышел в четвертьфинал турнира. Первую игру 1/4 против лондонского «Арсенала» защитник пропустил из-за перебора жёлтых карточек, а «армейцы» уступили в ней 1:4. В ответном матче Набабкин действовал очень активно, эффективно подключаясь к атакам своей команды. В результате после его удара Фёдор Чалов добил мяч в ворота, открыв счёт, а затем и сам Набабкин впервые отличился в еврокубках. Однако «красно-синие» не смогли удержать преимущество, пропустили два гола в свои ворота и выбыли из борьбы за титул. По окончании сезона Набабкин продлил контракт с клубом на два года.
В сезоне 2018/2019 Набабкин из-за травм Алана Дзагоева, Хёрдура Магнуссона, а позже и Марио Фернандеса играл на обоих краях обороны, в центре защиты и даже в опорной зоне. Во всех турнирах Набабкин провёл 33 матча. В следующем сезоне он осенью пропустил несколько недель из-за повреждения и вплоть до весны редко появлялся на поле. Однако чемпионат был прерван из-за пандемии коронавируса, и после его возобновления Набабкин вернулся в состав и довольно неплохо проявлял себя. В августе продлил контракт с ЦСКА ещё на один год, но уже в конце месяца игрок порвал переднюю крестообразную связку и выбыл на длительный срок. В январе он вернулся к тренировкам, однако вскоре опять получил травму и пропустил остаток сезона. Летом «армейцы» вновь заключили с защитником однолетнее соглашение, которое через год было продлено на такой же срок. По окончании сезона 2023/24 покинул клуб.

### С 2024 года
После ухода из ЦСКА начал играть в Медиалиге за СКА Ростов-на-Дону, в декабре 2024 года заявил, что ещё не завершил профессиональную карьеру.

## Карьера в сборной

### Молодёжный состав и вторая сборная
В сентябре 2005 года Набабкин дебютировал в молодёжной сборной России в матче против Португалии и отметился хорошим ударом головой, который из пустых ворот вынес Валдир. 12 ноября состоялся матч молодёжной сборной России против сверстников из Дании, и Набабкин, несмотря на свой боевитый характер, стал одним из немногих россиян, не получивших в том матче карточку. Первый гол за молодёжную сборную забил 6 октября 2006 года в ворота сборной Португалии. 12 сентября 2007 года Набабкин в матче с Турцией вышел на поле с капитанской повязкой. Единственный гол турки провели с пенальти, который был назначен после того, как Набабкин сыграл рукой в своей штрафной площадке. В своём последнем матче за молодёжную сборную Набабкин забил гол в ворота Грузии, а Россия выиграла со счётом 4:0. Всего за российскую молодёжную команду Набабкин провёл 16 матчей и забил два гола.
В августе 2011 года Юрий Красножан вызвал Набабкина в состав второй сборной на матч против молодёжной команды России. Набабкин вышел на поле во втором тайме, заменив Камиля Агаларова. Вторая сборная победила со счётом 2:1.

### Основная сборная
25 мая 2012 года, после матча с Уругваем, тренер основной сборной России Дик Адвокат заявил, что вместо травмированного Романа Шишкина на Евро-2012 поедет Кирилл Набабкин. Шишкин был первым сменщиком Александра Анюкова в сборной, но из-за травмы его роль выполнил Набабкин. 1 июня 2012 года Набабкин дебютировал в составе сборной России в товарищеском матче с командой Италии, отыграв весь матч. На чемпионате Европы Набабкин не провёл ни одной игры. 6 февраля Фабио Капелло вызвал Набабкина в расположение сборной для участия в товарищеском матче со сборной Исландии. В том матче Набабкин сыграл лишь 15 минут, заменив на 75-й минуте Владимира Быстрова. После чемпионата мира 2014 года он был внесён в состав сборной на товарищеский матч против Азербайджана и игру отборочного турнира Евро-2016 с Лихтенштейном. В этих матчах Набабкин не играл. В ноябре 2018 года Набабкин вновь был вызван в сборную России, за которую не играл с 2013 года.

## Стиль игры
Набабкин был универсальным защитник, способным сыграть на обоих флангах обороны, а также в центре. Из положительных качеств игрока журналист «Советского спорта» Владислав Усачев отмечал цепкость, скорость и жёсткость. Денис Романцов из Sports.ru указывал на боевитый, неуступчивый характер и лидерские качества Набабкина. Его часто критиковали за грубую игру и большое количество предупреждений, но по сравнению с другими правыми защитниками Набабкин действовал намного надёжнее. Набабкин любит подключаться к атакам, но по мнению некоторых журналистов делает это плохо. По мнению Александра Бубнова, к слабым местам игрока относились техника работы с мячом, что, по его же мнению, типично для игроков защитного амплуа.

## Личная жизнь
Кирилл Набабкин — коренной москвич. По состоянию на 2015 год не был женат, но заявлял, что хочет завести семью и растить детей. Занимается благотворительной деятельностью: вместе со своим другом футболистом Александром Рязанцевым помогает детскому дому, а также проводил вместе с ним мастер-класс для юных футболистов из школы «Торпедо-ЗИЛ». Набабкин спас нескольких бездомных собак от отстрела, после чего нашёл им пристанище. Владелец нескольких собак. Любит хоккей, а также посещает баскетбольные матчи. Обладает достаточно скрытным характером.
Любимым игровым номером, под которым Набабкин выступал в «Москве», ЦСКА и сборной России, является 14.

## Статистика

### Клубная
| Клуб   | Сезон   | Чемпионат | Чемпионат | Кубок | Кубок | Суперкубок | Суперкубок | Еврокубки | Еврокубки | Всего | Всего |
| Клуб   | Сезон   | Игры      | Голы      | Игры  | Голы  | Игры       | Голы       | Игры      | Голы      | Игры  | Голы  |
| ------ | ------- | --------- | --------- | ----- | ----- | ---------- | ---------- | --------- | --------- | ----- | ----- |
| Москва | 2005    | 7         | 0         | 2     | 0     | 0          | 0          | 0         | 0         | 9     | 0     |
| Москва | 2006    | 6         | 0         | 1     | 0     | 0          | 0          | 0         | 0         | 7     | 0     |
| Москва | 2007    | 8         | 0         | 4     | 0     | 0          | 0          | 0         | 0         | 12    | 0     |
| Москва | 2008    | 15        | 0         | 1     | 0     | 0          | 0          | 4         | 0         | 20    | 0     |
| Москва | 2009    | 28        | 0         | 4     | 0     | 0          | 0          | 0         | 0         | 32    | 0     |
| Москва | Итого   | 64        | 0         | 12    | 0     | 0          | 0          | 4         | 0         | 80    | 0     |
| ЦСКА   | 2010    | 13        | 0         | 3     | 0     | 0          | 0          | 8         | 0         | 24    | 0     |
| ЦСКА   | 2011/12 | 34        | 0         | 1     | 0     | 1          | 0          | 5         | 0         | 41    | 0     |
| ЦСКА   | 2012/13 | 19        | 0         | 5     | 0     | 0          | 0          | 2         | 0         | 26    | 0     |
| ЦСКА   | 2013/14 | 17        | 0         | 0     | 0     | 1          | 0          | 5         | 0         | 23    | 0     |
| ЦСКА   | 2014/15 | 21        | 1         | 3     | 0     | 1          | 0          | 2         | 0         | 27    | 1     |
| ЦСКА   | 2015/16 | 13        | 2         | 4     | 0     | 0          | 0          | 6         | 0         | 23    | 2     |
| ЦСКА   | 2016/17 | 7         | 0         | 1     | 0     | 0          | 0          | 2         | 0         | 10    | 0     |
| ЦСКА   | 2017/18 | 19        | 0         | 1     | 0     | 0          | 0          | 6         | 1         | 26    | 1     |
| ЦСКА   | 2018/19 | 25        | 0         | 1     | 0     | 1          | 0          | 6         | 0         | 33    | 0     |
| ЦСКА   | 2019/20 | 13        | 0         | 2     | 0     | 0          | 0          | 1         | 0         | 16    | 0     |
| ЦСКА   | 2020/21 | 3         | 0         | 0     | 0     | 0          | 0          | 0         | 0         | 3     | 0     |
| ЦСКА   | 2021/22 | 16        | 0         | 3     | 0     | 0          | 0          | 0         | 0         | 18    | 0     |
| ЦСКА   | 2022/23 | 22        | 1         | 10    | 0     | 0          | 0          | 0         | 0         | 32    | 1     |
| ЦСКА   | 2023/24 | 15        | 0         | 5     | 0     | 1          | 0          | 0         | 0         | 21    | 0     |
| ЦСКА   | Итого   | 237       | 4         | 39    | 0     | 5          | 0          | 43        | 1         | 324   | 5     |
| Всего  | Всего   | 301       | 4         | 51    | 0     | 5          | 0          | 47        | 1         | 404   | 5     |

### В сборной

#### Молодёжная сборная
| Матчи и голы Кирилла Набабкина за молодёжную сборную России | Матчи и голы Кирилла Набабкина за молодёжную сборную России | Матчи и голы Кирилла Набабкина за молодёжную сборную России | Матчи и голы Кирилла Набабкина за молодёжную сборную России | Матчи и голы Кирилла Набабкина за молодёжную сборную России | Матчи и голы Кирилла Набабкина за молодёжную сборную России | Матчи и голы Кирилла Набабкина за молодёжную сборную России |
| №                                                           | Дата                                                        | Соперник                                                    | Счёт                                                        | Голы                                                        | Соревнование                                                |                                                             |
| ----------------------------------------------------------- | ----------------------------------------------------------- | ----------------------------------------------------------- | ----------------------------------------------------------- | ----------------------------------------------------------- | ----------------------------------------------------------- | ----------------------------------------------------------- |
| 1                                                           | 6 сентября 2005                                             | Португалия                                                  | 0:1                                                         | -                                                           | Отборочный матч ЧЕ-2006                                     |                                                             |
| 2                                                           | 7 октября 2005                                              | Люксембург                                                  | 3:0                                                         | -                                                           | Отборочный матч ЧЕ-2006                                     |                                                             |
| 3                                                           | 12 октября 2005                                             | Словакия                                                    | 0:1                                                         | -                                                           | Отборочный матч ЧЕ-2006                                     |                                                             |
| 4                                                           | 12 ноября 2005                                              | Дания                                                       | 0:1                                                         | -                                                           | Отборочный матч ЧЕ-2006                                     |                                                             |
| 5                                                           | 3 сентября 2006                                             | Финляндия                                                   | 5:1                                                         | -                                                           | Отборочный матч ЧЕ-2007 и ОИ-2008                           |                                                             |
| 6                                                           | 6 октября 2006                                              | Португалия                                                  | 4:1                                                         | 1                                                           | Отборочный матч ЧЕ-2007 и ОИ-2008                           |                                                             |
| 7                                                           | 10 октября 2006                                             | Португалия                                                  | 0:3                                                         | -                                                           | Отборочный матч ЧЕ-2007 и ОИ-2008                           |                                                             |
| 8                                                           | 2 июня 2007                                                 | Словакия                                                    | 3:1                                                         | -                                                           | Товарищеский матч                                           |                                                             |
| 9                                                           | 22 августа 2007                                             | Казахстан                                                   | 1:0                                                         | -                                                           | Отборочный турнир ЧЕ-2009                                   |                                                             |
| 10                                                          | 7 сентября 2007                                             | Польша                                                      | 1:0                                                         | -                                                           | Отборочный турнир ЧЕ-2009                                   |                                                             |
| 11                                                          | 12 сентября 2007                                            | Турция                                                      | 2:1                                                         | -                                                           | Отборочный турнир ЧЕ-2009                                   |                                                             |
| 12                                                          | 12 октября 2007                                             | Казахстан                                                   | 4:0                                                         | -                                                           | Отборочный турнир ЧЕ-2009                                   |                                                             |
| 13                                                          | 26 марта 2008                                               | Словения                                                    | 4:0                                                         | -                                                           | Товарищеский матч                                           |                                                             |
| 14                                                          | 24 мая 2008                                                 | Босния и Герцеговина                                        | 3:0                                                         | -                                                           | Товарищеский матч                                           |                                                             |
| 15                                                          | 20 августа 2008                                             | Испания                                                     | 1:2                                                         | -                                                           | Отборочный турнир ЧЕ-2009                                   |                                                             |
| 16                                                          | 5 сентября 2008                                             | Грузия                                                      | 4:0                                                         | 1                                                           | Отборочный турнир ЧЕ-2009                                   |                                                             |

#### Вторая сборная
| Матчи и голы Кирилла Набабкина за вторую сборную России | Матчи и голы Кирилла Набабкина за вторую сборную России | Матчи и голы Кирилла Набабкина за вторую сборную России | Матчи и голы Кирилла Набабкина за вторую сборную России | Матчи и голы Кирилла Набабкина за вторую сборную России | Матчи и голы Кирилла Набабкина за вторую сборную России | Матчи и голы Кирилла Набабкина за вторую сборную России |
| №                                                       | Дата                                                    | Соперник                                                | Счёт                                                    | Голы                                                    | Соревнование                                            |                                                         |
| ------------------------------------------------------- | ------------------------------------------------------- | ------------------------------------------------------- | ------------------------------------------------------- | ------------------------------------------------------- | ------------------------------------------------------- | ------------------------------------------------------- |
| 1                                                       | 10 августа 2011                                         | Россия (до 21)                                          | 2:1                                                     | -                                                       | Товарищеский матч                                       |                                                         |

#### Основная сборная
| Матчи и голы Кирилла Набабкина за сборную России | Матчи и голы Кирилла Набабкина за сборную России | Матчи и голы Кирилла Набабкина за сборную России | Матчи и голы Кирилла Набабкина за сборную России | Матчи и голы Кирилла Набабкина за сборную России | Матчи и голы Кирилла Набабкина за сборную России | Матчи и голы Кирилла Набабкина за сборную России |
| №                                                | Дата                                             | Соперник                                         | Счёт                                             | Голы                                             | Соревнование                                     |                                                  |
| ------------------------------------------------ | ------------------------------------------------ | ------------------------------------------------ | ------------------------------------------------ | ------------------------------------------------ | ------------------------------------------------ | ------------------------------------------------ |
| 1                                                | 1 июня 2012                                      | Италия                                           | 3:0                                              | -                                                | Товарищеский матч                                |                                                  |
| 2                                                | 6 февраля 2013                                   | Исландия                                         | 2:0                                              | -                                                | Товарищеский матч                                |                                                  |
| 3                                                | 15 ноября 2018                                   | Германия                                         | 0:3                                              | -                                                | Товарищеский матч                                |                                                  |
| 4                                                | 20 ноября 2018                                   | Швеция                                           | 0:2                                              | -                                                | Лига наций УЕФА 2018/2019                        |                                                  |
| 5                                                | 21 марта 2019                                    | Бельгия                                          | 1:3                                              | -                                                | Отборочные матчи ЧЕ-2020                         |                                                  |

Итого: 5 матчей / 0 голов; 2 победы, 0 ничьих, 3 поражения.

## Достижения

### Командные
ЦСКА
- Чемпион России (3): 2012/13, 2013/14. 2015/16
- Серебряный призёр чемпионата России (5): 2010, 2014/15, 2016/17, 2017/18, 2022/23
- Бронзовый призёр чемпионата России: 2011/12
- Обладатель Кубка России (3): 2010/11, 2012/13, 2022/23
- Обладатель Суперкубка России (3): 2013, 2014, 2018

### Личные
- В списках 33 лучших футболистов чемпионата России: № 3[78] (2009).